# Apple Inc.
Apple Inc. (fostul Apple Computer, Inc.) este o companie multinațională americană și companie de tehnologie cu sediul în Cupertino, California, în Silicon Valley. Ea proiectează, dezvoltează și vinde electronice de consum, software și servicii online. Dispozitivele includ iPhone, iPad, Mac, Apple Watch, Vision Pro și Apple TV; sistemele de operare includ iOS, iPadOS și macOS; și aplicațiile și serviciile software includ iTunes, iCloud, Apple Music și Apple TV+.
Pentru majoritatea lui 2011 până în 2024, Apple a devenit cea mai mare companie din lume după capitalizarea bursieră până când Microsoft a asumat poziția în ianuarie 2024. În anul 2022, Apple a fost cea mai mare companie de tehnologie după venituri, cu US$394,3 miliarde. La data de 2023, Apple a fost al patrulea cel mai mare vânzător de computere personale după unități vândute, cea mai mare companie producătoare după venituri și cel mai mare vânzător de telefoane mobile din lume. Este una din companiile Big Five americane de tehnologie a informației alături de Alphabet (compania părinte a Google), Amazon, Meta (compania părinte a Facebook) și Microsoft.
Apple a fost fondat ca Apple Computer Company pe 1 aprilie 1976 ca să producă computerul personal al lui Steve Wozniak, Apple I. Compania a fost încorporată de Steve Wozniak și Steve Jobs în anul 1977. Al doilea computer al său, Apple II, a devenit un best seller ca unul dintre primele microcomputere produse în masă. Apple a introdus Lisa în anul 1983 respectiv Macintosh în 1984, ca fiind unele dintre primele computere care să folosească interfața grafică și mouse-ul. Până în 1985, problemele interne ale companiei au inclus costurile ridicate ale produselor sale și lupte pentru putere între executivi. În acest an Jobs a părăsit Apple pentru a forma NeXT, Inc., iar Steve Wozniak s-a retras în alte afaceri. Piața pentru computere personale s-a extins și a evoluat prin anii 1990, iar Apple a pierdut considerabil cota de piață în fața duopolului mai ieftin Wintel al sistemului de operare Microsoft Windows pe clone PC alimentate de Intel.
În 1997, Apple era la câteva săptămâni de faliment. Pentru a își rezolva strategia sistemelor de operare și a atrage întoarcerea lui, a cumpărat NeXT fondat de catre Steve Jobs. În decursul deceniului următor, Jobs a condus Apple înapoi la profitabilitate printr-o mulțime de tactici incluzând introducerea iMac-ului, iPod-ului, iPhone-ului și iPad-ului spre laudele criticilor, lansând campania "Think different" și alte campanii memorabile de publicitate, deschizând lanțul de retail Apple Store și achiziționând numeroase companii pentru a-și lărgi portofoliul de produse. Jobs a demisionat în 2011 pentru motive de sănătate, și a murit două luni mai târziu. El a fost succedat ca director general de Tim Cook.
Apple colaborează cu organizația (RED) pentru a sprijini lupta împotriva HIV/SIDA, printr-un parteneriat care durează din 2006. Prin acest parteneriat, Apple lansează produse speciale, precum iPhone-uri, huse și accesorii, care sunt disponibile în ediții (PRODUCT)RED. O parte din veniturile obținute din vânzarea acestor produse sunt direcționate către Fondul Global pentru combaterea HIV/SIDA în Africa, contribuind astfel la salvarea de vieți și la reducerea impactului acestei boli. Apple se angajează să sprijine această cauză globală, demonstrându-și responsabilitatea socială și implicarea în problemele de sănătate publică.
Apple a primit critici cu privire la practicile de muncă ale contractorilor săi, practicile sale de mediu și eticile sale de afaceri, inclusiv practici anticompetitive și aprovizionarea de materiale. Cu toate acestea, are o urmărire mare și un nivel ridicat de loialitate de marcă. A fost evaluată în mod consistent ca una dintre cele mai valoroase mărci.
Apple a devenit prima societate cotată la bursă din SUA care a fost evaluată la 1 triliard de $ în august 2018, apoi la 2 triliarde de $ în august 2020, și la 3 triliarde de $ în ianuarie 2022. În iunie 2023, a fost evaluată la puțin peste 3 triliarde de $.
În 2024, Apple e doua cea mai scumpă companie din lume, având o valoare de piață de 2,65 triliarde de $, fiind depășită doar de Microsoft.

## Istorie

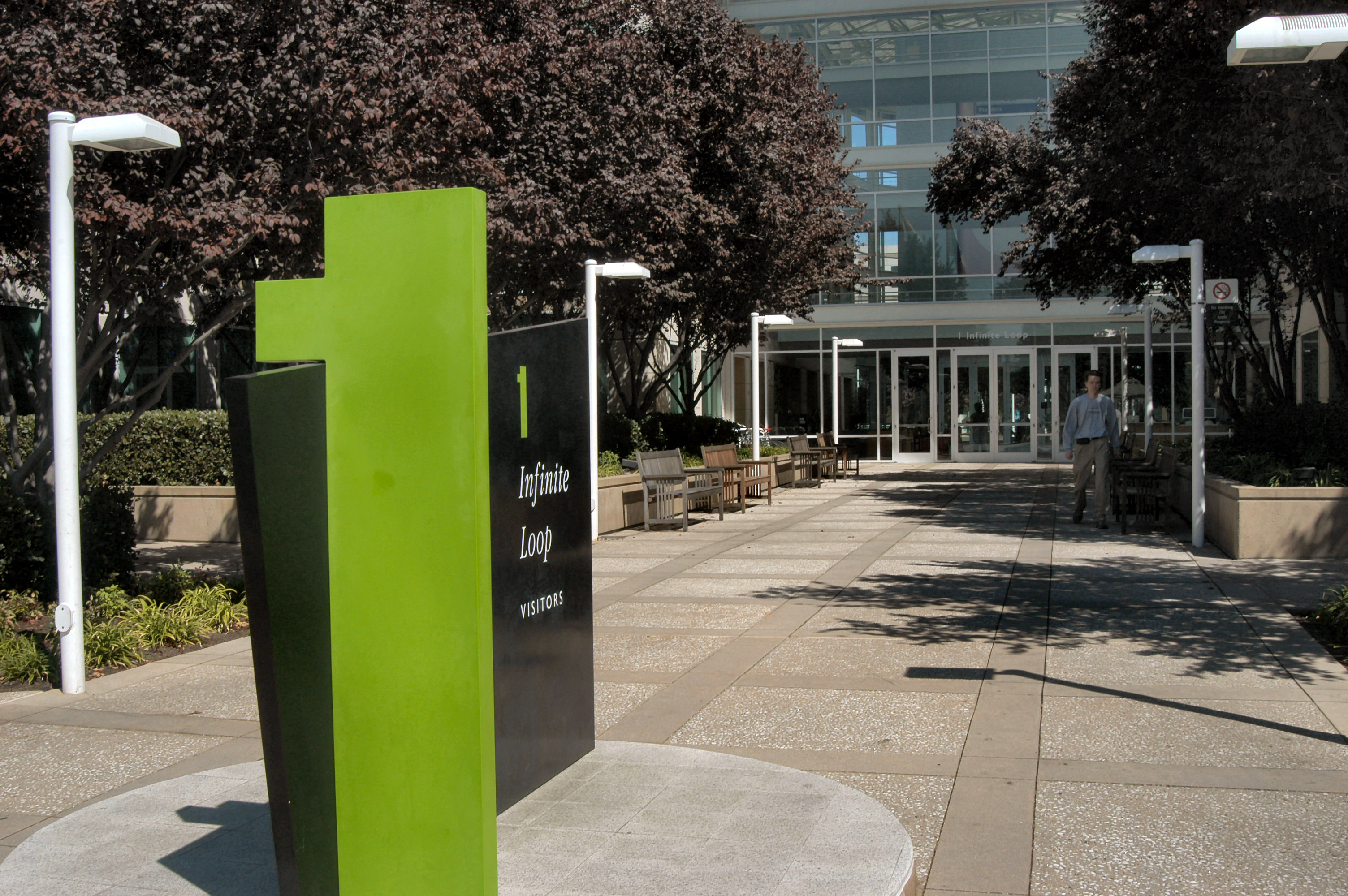
Sediul central al companiei Apple

În 1976, Steve Jobs și Steve Wozniak au pus bazele unei companii de produse electronice într-un garaj închiriat din orașul Palo Alto, în sudul Californiei. Acest garaj a fost și punctul de plecare a ceea ce urma să devină curând zona de înalte tehnologii „Silicon Valley”.
Adevăratul strămoș al computerelor personale nu a fost PC-ul produs de compania IBM în 1981, așa cum se crede de obicei, ci un alt aparat numit Altair 8800, care fusese lansat pe piață cu mare succes în 1975 de către compania Micro Instrumentation and Telemetry Systems (MITS), din Albuquerque, New Mexico. Altair 8800 putea fi comandat și primit prin poștă; probleme mari nu avea, dar se livra sub forma unor componente care trebuiau asamblate de client. Ce se putea face cu această mașinărie? Nimic, trebuie s-o recunoaștem; asta până când doi hackeri adolescenți, pe nume Bill Gates și Paul Allen au scris pentru el o versiune de BASIC, cu care se puteau realiza calcule rudimentare.
Tot în 1975, un tânăr numit Steve Jobs se chinuia să-și afle un țel în viață, acum că terminase liceul; fusese în India și se întorsese; fusese la o fermă în Oregon și se întorsese; acum își pierdea timpul la Atari, ca programator pentru jocuri video și frecventa un club de pasionați ai computerelor, care își ținea reuniunile într-un parc, pe timpul nopții. Când apăruse Altair, membrii clubului au fost fericiți că făcuseră rost de o nouă jucărie; Jobs însă a văzut aici o modalitate de a câștiga ceva bani. Imediat s-a gândit să facă și el un asemenea computer. Excelentă idee, numai că nu avea calificarea necesară. De aceea a apelat la un amic - Steve Wozniak (pe scurt „Woz”) - care tocmai scrisese un limbaj de programare pentru un microprocesor nou, numit MOS Technology 6502. Spre deosebire de Jobs, chinuit de probleme existențiale, Woz era un tip retras, care prefera să stea și să apese pe butoanele tastaturii, în loc să cutreiere lumea în lung și-n lat. În acest fel, acumulase cunoștințe inginerești, care îi permiseseră să se angajeze la Hewlett-Packard.
Pentru a pune pe picioare afacerea, Jobs și-a vândut Volkswagen-ul său vopsit în toate culorile curcubeului, iar Woz s-a despărțit de calculatorul său programabil. Părinții lui Jobs aveau un garaj în Los Altos, California; acolo și-au stabilit cei doi cartierul general - garajul le servea drept cameră a proiectanților, unitate de service și magazin, în același timp. După câtva timp au realizat 50 de plăci de bază, proiectate de Woz, pe care le-au vândut amatorilor locali, la prețul de 500 de dolari bucata. Noile jucării au fost botezate Apple, după numele casei de discuri care producea melodiile Beatles, grupul preferat al lui Jobs. 1 aprilie este ziua păcălelilor, dar 1 aprilie 1976 a fost și o zi istorică pentru ei, ziua în care s-a vândut primul Apple.

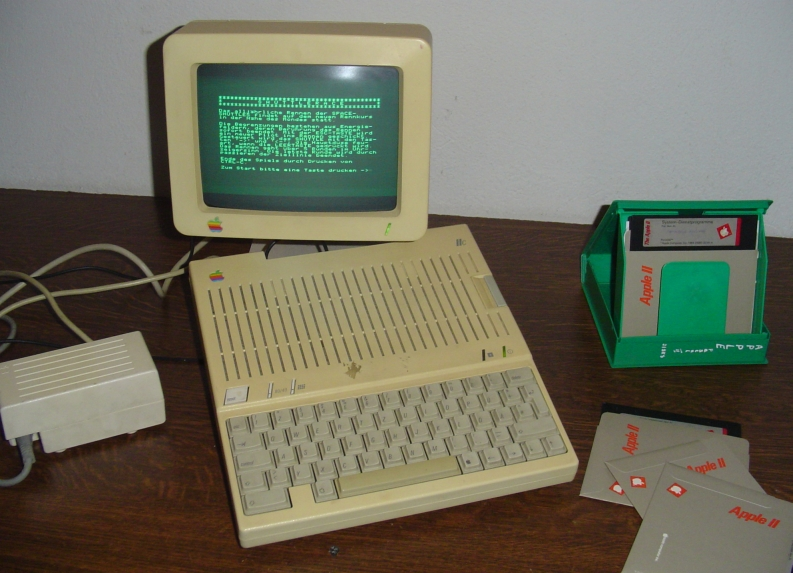
Apple II

Vânzările mergeau bine, atât de bine încât cei doi și-au dat seama că nu mai erau competenți să conducă o afacere care lua proporții; de aceea, l-au cooptat pe proaspătul pensionar Mike Markkula, care reușise invidiata performanță de a ieși la pensie la vârsta de 32 de ani (acest lucru fusese posibil după câteva manevre pline de succes cu acțiunile bursiere ale lui Intel).  Markkula a înțeles imediat că este vorba de o afacere profitabilă; a obținut un împrumut de la Bank of America, punând la bătaie în plus 91.000 dolari din banii săi. Investiția s-a dovedit rentabilă, deoarece pe 3 ianuarie 1978 mica firmă a celor trei a devenit Apple Incorporated, cu un capital de 250.000 dolari.  În acele zile, sediul firmei s-a mutat la Cupertino, pe locul unde urma să apară întinsul campus Apple. Nu mult după aceea a apărut Apple II, care era ceva mai mult decât o simplă placă de bază - avea cutia sa proprie, sursă de alimentare și o tastatură încorporată. Multe elemente noi și atractive apăruseră, ca de pildă posibilitatea de a conecta computerul la un monitor color. Nu e de mirare deci că la West Coast Computer Fair, în aprilie 1978, Apple II a devenit cea mai populară mașină, iar vânzările au atins cifra de 300 de milioane de dolari.
Succesul acestui tip de aparate a atras în competiție nenumărate firme. Atari, Zenith, Commodore, Tandy au început să producă tot felul de computere similare și incompatibile. Adevărata problemă a apărut însă atunci când în ring a intrat IBM. Nu cu mult entuziasm, e adevărat - IBM vindea mainframes cu cel puțin un milion de dolari bucata și avea o cifră de afaceri de 26 miliarde anual, așa că vânzarea unor mizilicuri de nici 5.000 de dolari nu părea foarte atractivă. Cu toate acestea, piața computerelor personale era prea dinamică pentru a putea fi neglijată, așa că IBM a scos în 1981 un aparat destul de slab, numit PC. Pentru Apple, aflat în plin avânt, acest lucru nu a avut vreo semnificație deosebită; chiar dacă era IBM, în acel moment nu era decât un competitor printre mulți alții, aflați cu mult în urma Apple. Și asta deoarece Apple scosese un model revoluționar: Macintosh.
Diferențele între lumea PC-urilor IBM și a celor produse de Apple se adânciseră; deși primele se numeau "computere personale", cu greu puteai găsi aparate mai impersonale și mai neprietenoase. Până și forma lor colțuroasă contrasta cu rotunjimile Macintosh-urilor. Oricine pornea computerul dădea de un ecran negru; trebuia să scrii comenzi criptice și era suficient să greșești o literă, pentru a fi lămurit cu replici pline de înțeles ca "Bad command or file name". Macintosh-urile erau cu totul altfel; când porneai calculatorul, dădeai de mutrița veselă a unui Mac. În plus, spre deosebire de PC-uri computerele Apple aveau o interfață grafică ușor de folosit, care a fost introdusă în sistemul de operare al PC-urilor abia de Windows 3.1 (de fapt de la primele versiuni de Windows, dar 3.1 a fost una din cele mai populare si din care s-a desprins și Windows for workgroups).

### 1976-1980: Primii ani

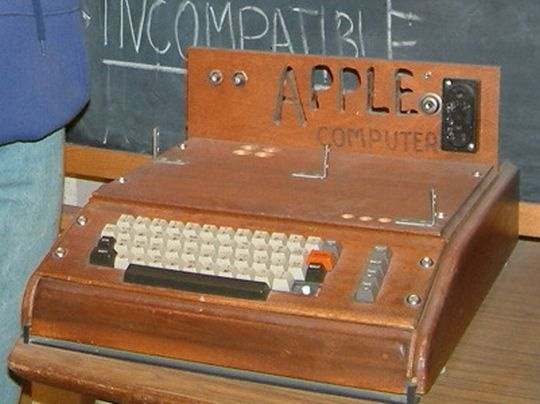
Apple I, Primul produs Apple.

Steve Jobs și Steve Wozniak (“cei doi Steve”) erau prieteni de ceva timp, cam din 1971, când un amic comun al lor, Bill Fernantez, l-a prezentat pe Wozniak, care avea 21 de ani, lui Jobs, care avea 16 ani. Jobs a reușit să-l convingă pe Wozniak să scrie împreună un limbaj de asamblare pe care apoi aveau să-l vândă.
Jobs a luat legătura cu un magazin local de calculatoare, The Byte Shop, de unde i s-a răspuns că ar fi interesați să vândă aparatul lui dar numai dacă l-ar avea gata montat. Proprietarul magazinului, Paul Terrell, a mers mai departe comandîndu-i lui Jobs 50 de aparate pe care urma să le plăteasca la livrare cu 500 $ per bucată. Atunci Jobs a acceptat comanda și s-a dus la Cramer Electronics, un mare distribuitor de piese electronice, de unde a comandat la rândul lui componentele necesare asamblării Computerului Apple I. Directorul departamentului Credite l-a întrebat atunci pe Jobs cum avea de gând sa plătească piesele, iar Jobs i-a răspuns “Am o comandă din partea lanțului de magazine Byte Shop pentru 50 de bucăți Apple I, cu plata la livrare. Dacă-mi livrați componentele, în 30 de zile pot construi calculatoarele, în intervalul de livrare, îmi încasez banii de la Terrell de la Byte Shop, și vă plătesc”. Auzind asta, directorul de la Credite l-a sunat pe Paul Terrell, care participa la o conferință a organizației IEEE, la Asilomar în Pacific Grove, și a verificat valabilitatea Comenzii de Livrare. Uimit de tenacitatea lui Jobs, Terrell l-a asigurat pe directorul de la credite că după ce calculatoarele ajung pe rafturile magazinelor sale, Jobs își va încasa banii și va avea mai mult decât suficient să plătească piesele. Cei doi Steve și mica lor echipă au petrecut zi și noapte construind și testînd calculatoarele, pe care apoi le-au trimis la Terrell la timp pentru a-și plăti furnizorii și să scoată și un profit frumușel, cu care au organizat o petrecere și au început comanda următoare. Steve Jobs găsise o cale de a-și finanța ceea ce avea să devină compania sa multimilionară, fără să vândă vreo acțiune sau vreo proprietate.
Calculatorul avea puține facilități care să-l facă deosebit. Una din ele era posibilitatea de a folosi un televizor pe post de monitor, iar pe atunci multe calculatoare nu aveau monitor deloc. Nu era chiar ca monitoarele calculatoarelor ce urmau să apară, și afisa text la o viteză dezamăgitoare de 60 caractere pe secundă, oricum mai repede decât puteau scrie teletype-urile folosite pe calculatoarele de atunci. Apple I includea de asemenea cod de pornire în ROM, ceea ce îl făcea mai ușor de utilizat. Nu în ultimul rând, la insistențele lui Paul Terrell, Wozniak a proiectat și o interfață pentru casetă audio, pentru încărcarea și salvarea programelor, la viteza fantastică de 1200 biți pe secundă. Deși calculatorul era destul de simplu, era totuși o capodoperă a proiectării, folosind mult mai puține piese decât orice alt aparat din aceeași categorie, și conferindu-i repede lui Wozniak reputația de proiectant de înaltă clasă.
Compania Apple a fost înființată la 1 aprilie 1976 de către Steve Jobs, Steve Wozniak, și Ronald Wayne, pentru a vinde calculator personal  Apple I. Acestea au fost construite de mână de către Wozniak și prima dată arătate publicului la Homebrew Computer Club. Apple I a fost vândut ca o placă de bază (cu procesor, memorie RAM), mai puțin decât ceea ce este astăzi considerat un computer personal. Apple I a fost lansat pe piață în iulie 1976 cu pretul de 666.66$.
Apple a fost încorporat la 3 ianuarie 1977, fără Wayne, care a vândut partea sa din cadrul companiei înapoi la Jobs și Wozniak pentru 800$. Mike Markula furniza afaceri finanțare și de expertiză de 250.000$ în timpul încorporării Apple.
Apple II a fost introdus la 16 aprilie 1977, la West Coast Computer Faire. Se diferenția de rivalii TRS-80 și Commodore PET, pentru că venea cu o grafică colorată și o arhitectură deschisă. În timp ce modelele de dinainte foloseau benzi de casetă ca și dispozitive de stocare, Apple folosea 5 diskete floppy de 1/4 inch pentru interfață, numite Disk II.
Apple II a fost ales de către VisiCalc -program de calcul tabelar- pentru a fi platformă desktop pentru primul "killer ap". VisiCalc a creat o piață de afaceri pentru Apple II și a dat utilizatorilor un motiv în plus să cumpere Apple II - compatibilitatea cu biroul. În conformitate cu Brian Bagnall, Apple a exagerat cifrele de vânzări fiind pe locul trei după Commodore și Tandi până a venit VisiCalc.
Primul logo Apple a fost creat de Ronald Wayne și ilustra căderea marului peste capul lui Isaak Newton. Logo-ul lui Wayne a fost criticat chiar de Steve Jobs, care in 1977 s-a adresat lui Rob Janoff pentru un nou logo. Acesta a venit cu ideea mărului, care într-un final a fost făcut mușcat pentru a nu fi confundat cu alt fruct sau legumă (ex. căpșună sau roșie). S-a vehiculat o perioadă că mărul mușcat vine de la "bite", care se pronunță la fel ca byte, adică ar exista o legătura simbolică intre logo și cea mai mică unitate de măsură a informației. Nu este așa. A spus-o chiar Rob Janoff, care a menționat că presupusa legătura între mușcătură (engleză - bite) și byte e doar o coincidență. 
Până la sfârșitul anului 1970, Apple a avut o linie de designeri de calculatoare personale și o linie de producție. Apple II a fost urmat de Apple III, în mai 1980 din postura de societate concurat cu IBM și Microsoft în mediul de afaceri.
Jobs și mai mulți angajați apple împreună cu Jef Raskin au vizitat Xerox PARC în decembrie 1979 pentru a vedea Xerox Alto. Xerox a acordat inginerilor Apple trei zile de acces la facilitățile PARC într-un 1 milion$ în pre-IPO Apple stock. Jobs a fost convins de faptul că toate viitoarele computere vor utiliza o interfață grafică, precum și dezvoltarea de o interfață grafică; a început pentru Apple Lisa.

### 1981-1985: Lisa și Macintosh

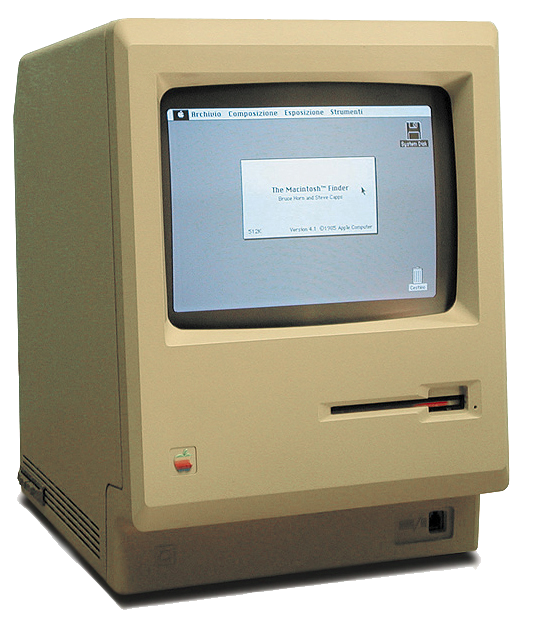
Macintosh 128K, Primul calculator Macintosh.

Steve Jobs a început lucrul la Apple Lisa în 1978, dar în 1982 a fost înlăturat din echipa Lisa. În 1983 Lisa a fost primul computer personal vândut pentru public cu o interfață grafică, dar comercializarea lui a fost un eșec din cauza prețului mare și a numărului limitat de aplicații.
În 1984 Apple lansează Macintosh. Debutul său a fost anunțat de faimoasa reclamă de 1,5 milioane $ din 1984. Aceasta a fost regizată de Ridley Scott în 22 ianuarie 1984, iar acum este considerat un eveniment crucial pentru succesul Apple.
La început Macintosh s-a vândut bine, dar vânzările următoare nu au fost foarte puternice. Vânzările Apple a atins noi cote înalte, iar compania a avut prima ofertă publică pe 7 septembrie 1984. Apple este în continuă creștere în 1980 datorită vânzărilor din sectorul educației, atribuite de adaptare la limbajul de programare LOGO, folosite în multe școli cu Apple II. În unitatea de învățământ a fost făcută o donație de Apple II și un pachet software Apple LOGO publice pentru fiecare școală din stat.

### 1986-1993: Creștere și cădere

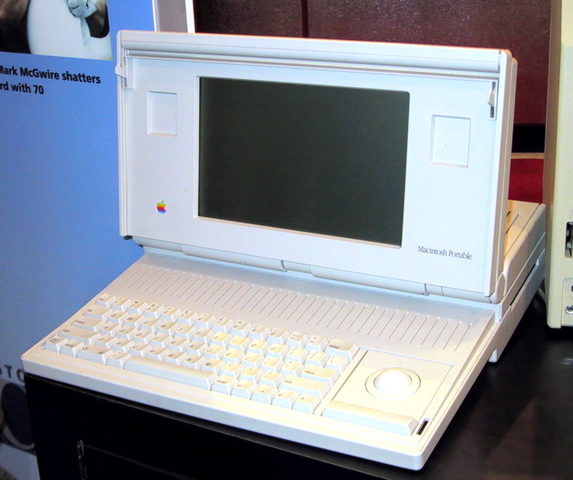
Apărut în 1989 Macintosh Portable a fost primul calculator "portabil" al Apple.

După ce a învățat câteva lecții dureroase după introducrecea voluminosului Macintosh Portable în 1989, Apple introduce în 1991 PowerBook care a stabilit forma modernă și ergonomică a computerelor laptop. În același an Apple a introdus System 7, un mare upgrade pentru sistemul de operare care adaugă culoare interfeței grafice și introducea noi capabilități pentru funcțiile de rețea. Ca urmare a succesului de LC, Apple a prezentat Centris linie. Sfârșitul a fost dezastruos pentru Apple.
În acest timp Apple a experimentat cu o serie de alte produse care nu au avut succes pe piață cum ar fi aparate foto digitale, CD-playere audio portabile, difuzoare, console video, aparate TV. Seria Apple II a fost considerată prea scumpă pentru a începe producția. În 1990 Apple lansează pe piață Macintosh LC cu un singur slot de extensie pentru Cardul Apple. Apple a încetat să mai vândă Apple II în 1993.

### 1994-1997: Încercări de reinventare

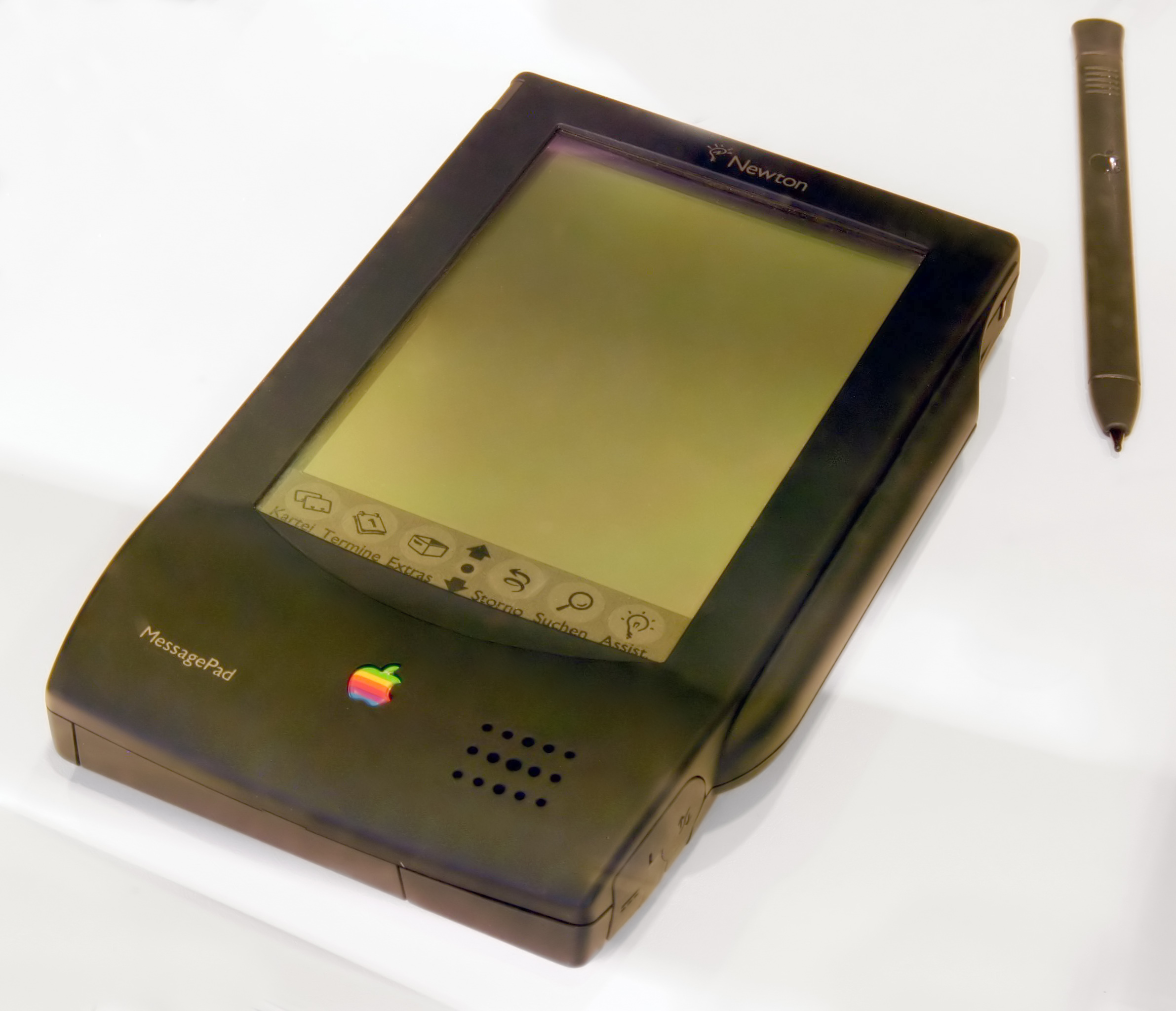

De la începutul anilor '90 Apple dezvoltă platforme alternative pentru Macintosh cum ar fi A/UX(Apple Unix) datorită concurenței din partea OS/2 și Unix. Macintosh trebuia să fie înlocuit cu o nouă platformă pentru a rula pe hardware mai puternic. În 1993 Apple începe să lucreze împreună cu IBM, Motorola în Alinata AIM. Scopul lor era să creeze o nouă platformă pentru computere care ar folosi ulterior hardware IBM și Motorola împreună cu software-ul Apple. În același an Apple prezintă Power Macintosh, primul dintre multele computere care foloseau procesorul PowerPC de la IBM.
În 1996, Michael Spindler a fost înlocuit de Gil Amelio în funcția de CEO (director general).

### 1998-2005: Întoarcerea la profitabilitate

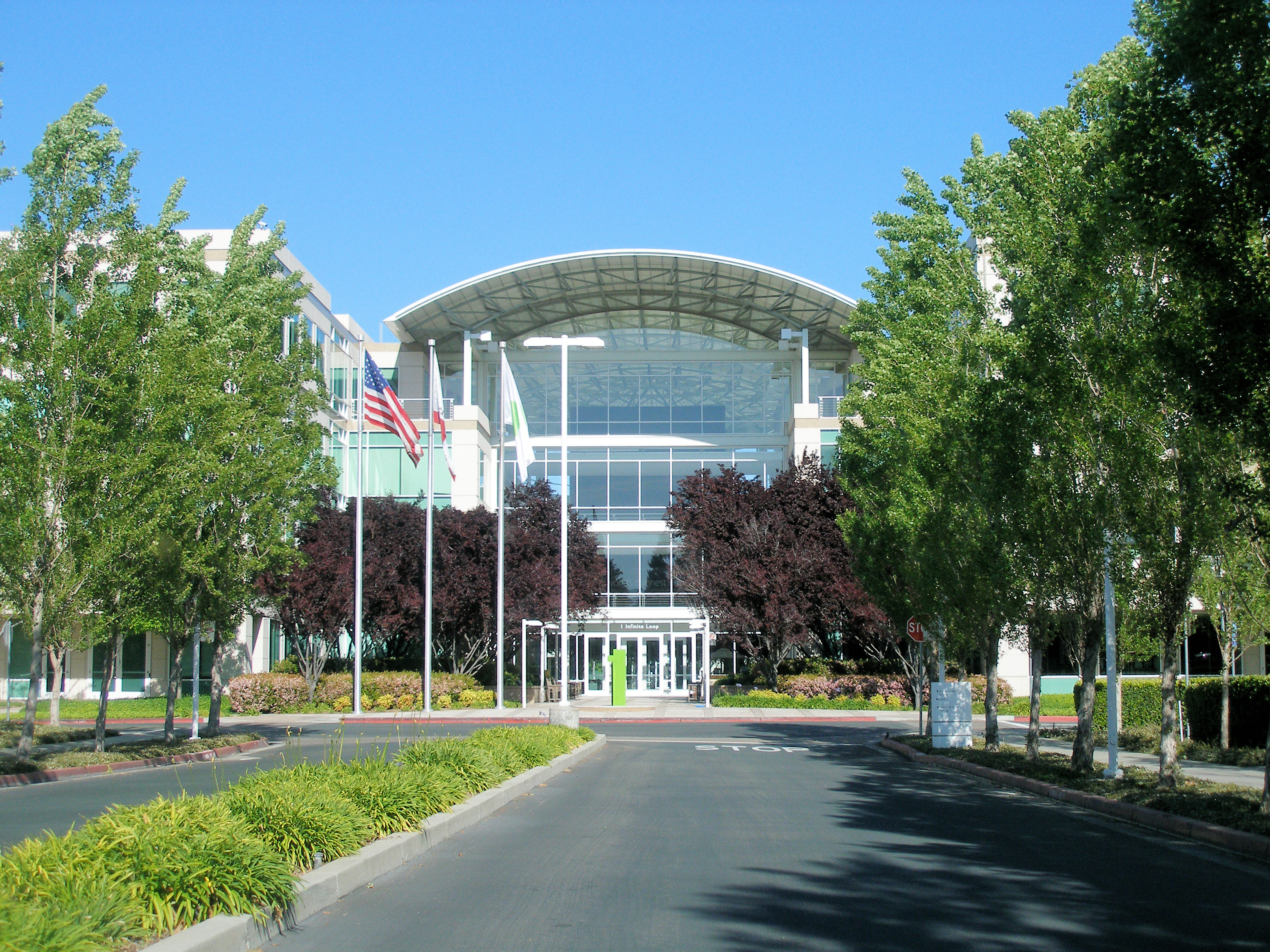
Sediul companiei, Infinite Loop in Cupertino, California.

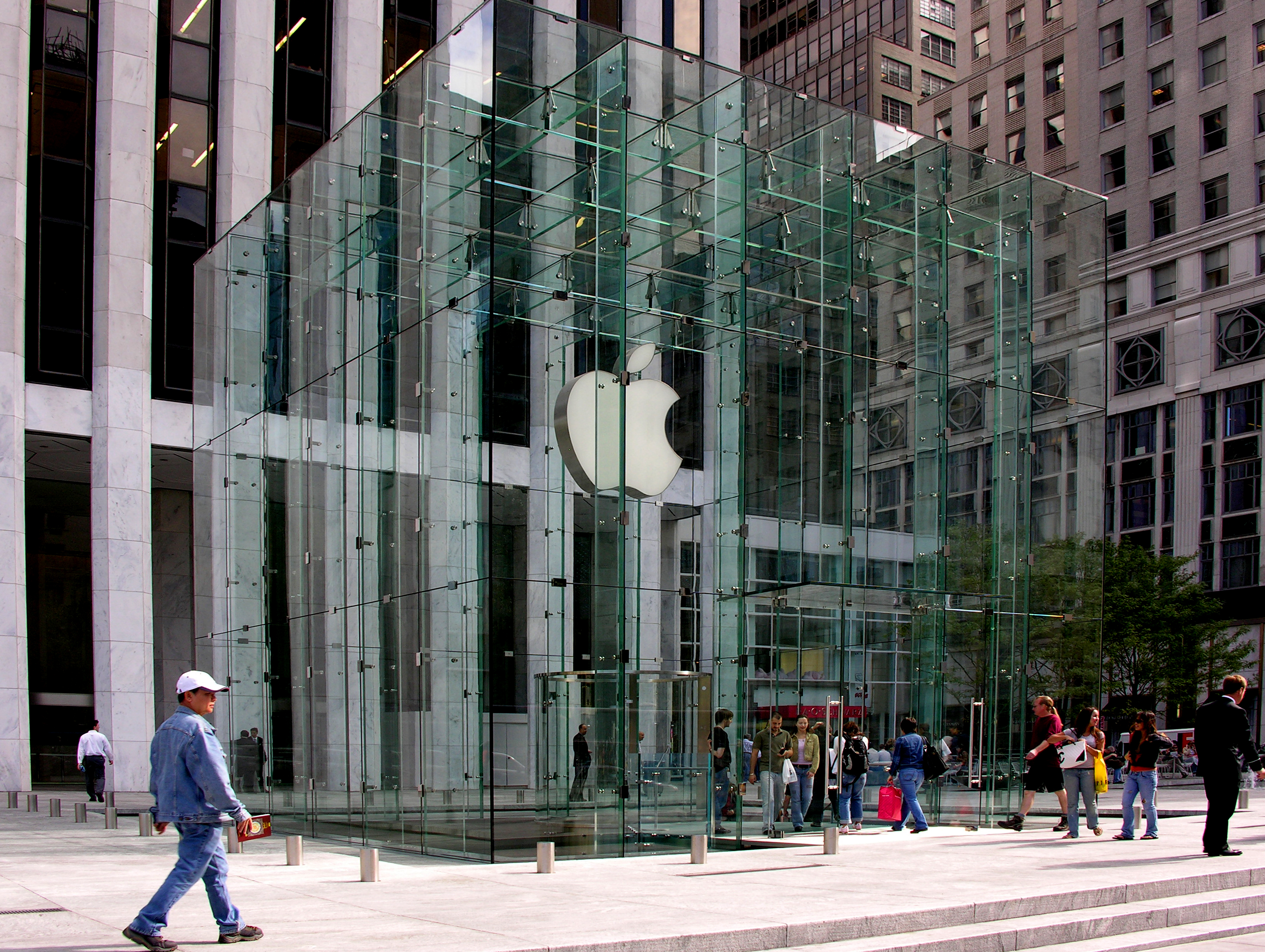
Apple Store, New York City

La 15 august 1998 Apple a introdus pe piață un nou calculator care amintește de Macintosh 128k: iMac. Echipa de design a iMac-ului a fost condusă de Jonathan Ive, cel care mai târziu avea să facă designul iPod-ului și iPhone-ului. Apple a vândut aproape 800.000 de unități în primele cinci luni și prin asta a revenit la profitabilitate pentru prima dată după 1993.
În 1998 Apple a anunțat scoaterea pe piață a software-ului Macromedia Final Cut, extinzându-se pe piața de editare digitală. În anul următor Apple a lansat alte două produse de editare: iMovie și Final Cut Pro, care mai târziu urma să fie un semnificant program de editare video cu peste 800.000 de utilizatori înregistrați la începutul lui 2007. În 2002 Apple scoate pe piață și pachetele software Nothing Real, Shake, Emagic, GarageBand, iPhoto și iLife.
La 24 martie 2001, după câțiva ani de dezvoltare, apare sistemul de operare Mac OS X, bazat pe OPENSTEP și BSD. La 18 mai 2001 se deschide primul Apple Retail Store (magazin cu amănuntul, specializat și oficial) în Virginiatown, California, SUA. În același an Apple scoate pe piață produsul portabil iPod, un audioplayer digital, care a fost un mare succes de piață: în 6 ani au fost vândute peste 100 de milioane de unități. În 2003 a fost prezentat Apple iTunes Store, un magazin online în web, aceasta oferind muzică disponibilă legal pentru download pentru 0,99 $ pe cântec. Serviciul a devenit rapid lider de piață, cu peste 5 miliarde de descărcări până în iunie 2008.

### 2005 – 2012
În anul 2010 compania Apple a lansat calculatorul tabletă iPad, mai întâi în Statele Unite ale Americii și pe cele 2 continente ale Americii, care imediat a devenit celebru. Acesta îndeplinește în același timp rolul mai multor aparate sau dispozitive mobile, ca de ex. smartphone mobil, aparat de navigație după sistemul GPS, e-Reader (v. e-book - cu un e-Reader se pot accesa biblioteci și librării digitale și citi cărți; tot așa și cu un iPad), browser Internet, jocuri electronice, dicționare electronice și multe altele.
În august 2012, Apple a devenit cea mai valoroasă companie a tuturor timpurilor, ajungând la o valoare de piață de 623 miliarde de dolari și depășind astfel compania Microsoft, care fusese evaluată la 620,58 miliarde de dolari în 1999.
Cifre economice ale companiei Apple în trimestrul al doilea 2011/2012 (ianuarie-martie 2012) :
- Smartphone-uri iPhone vândute: 35 milioane buc., în valoare de 11,6 miliarde USD (8,4 miliarde €)
- Tablete iPad vândute, incl. iPad generația a 3-a: 12 milioane buc.
- Calculatoare Macintosh (Mac) vândute: 4 milioane buc.
- Playere iPod vândute: 7,7 milioane buc.
- Cifra de afaceri totală: 39,2 miliarde USD
- Câștig total: circa 13 miliarde USD (împreună cu acestea rezervele financiare totale au crescut la cca 110 miliarde USD)

### 2013 – 2020
Pe data de 20 septembrie 2013, Apple a lansat iPhone 5s, primul smartphone din lume cu un procesor bazat pe o arhitectură de 64 de biți, având si posibilitatea de a filma in slow-motion, la 120 cadre pe secundă. Acesta a avut pentru prima oara in istoria Apple un senzor de amprente, pentru deblocarea mai sigură și mai ușoară a telefonului. În aceeași zi a fost lansat și iPhone 5c, o variantă mai ieftină a smartphone-ului iPhone 5, cu același procesor, Apple A6 și o carcasă de plastic disponibilă în mai multe culori: verde, albastru, galben, roz și alb.
În 2014 Apple a lansat iPhone 6 și iPhone 6 Plus, o variantă cu ecran mai mare și cu stabilizare optică a imaginii. iPhone 6 a avut un ecran de 4,7 inch, iar iPhone 6 Plus avea un ecran de 5,5 inch. Acestea au fost cele mai bine vândute smartphone-uri din istorie. Totuși aceste telefoane au suferit probleme privind durabilitatea, acestea putând fii îndoite foarte ușor. Această problemă a fost rezolvată anul următor, cu introducerea iPhone 6s, la care sa folosit aluminiu seria 7000, în loc de seria 6000, folosit in iPhone 6. iPhone 6s a fost și primul iPhone care a avut tehnologia 3D Touch, adică un ecran care este sensibil la presiunea apăsării, utilizatorul putând accesa diferite funcții printr-o apăsare mai forțată pe ecran. 
Anul 2015 a mai fost și anul în care s-a lansat Apple Watch, primul smartwatch de la Apple. Acesta avand mai multe optiunii de design prin schimbarea benzilori in culori diferite. 
În 2016 a fost lansat iPhone 7, primul iPhone rezistent la apă, care a avut un GPU dedicat cu 3 nuclee, iPhone 7 Plus având 2 camere, una normală, și una telephoto, pentru zoom optic de 2x. Acesta a avut culorile variantelor anterioare de iPhone dar și 2 variante noi de negru, negru mat respectiv negru lucios. Acesta fiind si ultimul IPhone care a mai detinut port-ul de 3.5mm. Apple Watch Series 2 a fost lansat, cu rezistență la apă până la 50m, GPS și un ecran de 2 ori mai luminos.
2017 a fost anul în care a fost lansat iPhone 8, care a avut noul procesor A11 Bionic, sticlă pe spate pentru încărcare wireless și cameră care poate filma slow-mo 1080p la 240 fps, și 4K la 60 fps. iPhone X a fost o schimbare radicală de design, ecranul fiind un OLED, care a introdus pe iPhone design-ul cu margini reduse, și este primul iPhone fără Touch ID, fiind înlocuit cu Face ID, care a fost făcut posibil de sistemul True Depth, Format din senzorii infraroșu și proiector de puncte, care proiectează pana la 50.000 puncte pe fața persoanei, făcând deblocarea cu o poză imposibilă. Persoana trebuie să aiba ochii deshiși pentru a putea debloca telefonul. Acesta a fost și primul iPhone care a costat $1000, despre care multe persoane au fost dezamăgite deoarece aceștia nu cred că 1000 de dolari merită pentru un telefon. Apple Watch Series 3 a avut un procesor de 2 ori mai rapid decât S2 utilizat în Series 2, având posibilitatea de a putea face Siri să vorbească direct de pe Apple Watch, a mai avut și conectivitate îmbuătățită, cu Bluetooth 4.2 și conexiune celulară, pentru apeluri fără telefon. Fara posibilitatea de a fi conectat cu iPhone 5 și 5c, varianta GPS putând fi conectată cu iPhone 5s sau mai recent sau varianta celulară cu iPhone 6 sau mai recent.
iPhone XS și iPhone XS Max sunt telefoane lansate de Apple, în 2018. Acestea au introdus o nouă culoare: auriu și un procesor îmbunătățit. iPhone XR a fost o variantă mai ieftină a iPhone Xs, mulți considerând acest telefon ca fiind reînvierea iPhone 5C. Avand o singură cameră, în loc de 2, și un ecran LCD, are același procesor ca iPhone XS, A12 Bionic. Apple Watch Series 4 a avut o îmbunătățire în performanță, cu noul procesor pe arhitectură de 64 biți, dublând performanța. Acesta a fost și primul smartwatch care a putut face ECG. Acestuia ii sa adaugat si functia de Haptic Engine, care face Digital Crown să dea un feedback haptic la rotire. 
În 2019, iPhone 11, 11 Pro și 11 Pro Max au fost lansate. 
În 2020, Apple și-a extins serviciul de plată Apple Pay în România. Așadar, puteți plăti acum cu Apple Pay în restaurante, magazine sau cazinouri online. De asemenea, Apple a introdus iPhone 12, 12 mini, 12 Pro,12 Pro Max,fiind primele telefoane de la Apple care suportă rețeaua 5G.
În 2021, iPhone 13 și iPhone 13 mini au fost lansate către precomandă în data de 17 septembrie urmaâd să fie lansate oficial pe data de 24 septembrie.
În 2022, iPhone 14, iPhone 14 Plus, iPhone 14 Pro și iPhone 14 Pro Max au fost lansate pe 16 septembrie. Noul iPhone fiind o supriză plăcută pentru fanii Apple, având un nou design. iPhone 14 Pro și iPhone 14 Pro Max au fost primele telefoane care au avut parte de Dynamic Island, noul mod de a interacționa cu telefonul tău.
În 2023, Apple aduce o mare schimbare la nivel de port-uri ale telefoanelor sale în Europa. Noul iPhone 15 va fi primul iPhone din istoria Apple fara port-ul unic lightning, din cauza reglementărilor europene, Apple este "fortat" să adauge port-ul USB-C la noile iPhone-uri.